# سودان I
سودان I (به انگلیسی: Sudan I) با فرمول شیمیایی C۱۶H۱۲N۲O یک ترکیب شیمیایی است. که جرم مولی آن ۲۴۸٫۲۸ g/mol می‌باشد. 